# Горещи палки
„Горещи палки“ (на английски: Hot Fuzz) е екшън комедия от 2007 г. на режисьора Едгар Райт. Филмът излиза по кината във Великобритания и САЩ съответно на 16 февруари и 20 април.

## Сюжет
Извънредно амбициозен и ефективен лондонски полицай е прехвърлен в спокойно малко градче, където изненадващо попада на поредица странни смъртни случаи, прикривани от местните власти.

## Актьорски състав
| Актьор         | Роля            |
| -------------- | --------------- |
| Саймън Пег     | Никълъс Ейнджъл |
| Ник Фрост      | Дани Бътърман   |
| Джим Броудбент | Франк Бътърман  |
| Тимъти Долтън  | Саймън Скинър   |
| Пади Консидайн | Анди Уейнрайт   |
| Рейф Спол      | Анди Картрайт   |
| Кевин Елдън    | Тони Фишър      |
| Оливия Колман  | Дорис Тачър     |
| Карл Джонсън   | Боб Уокър       |
| Бил Бейли      | Търнър          |

## Награди и номинации
| Категория                    | Номиниран(и)                 | Резултат                 |
| Емпайър (9 март 2008 г.)     | Емпайър (9 март 2008 г.)     | Емпайър (9 март 2008 г.) |
| ---------------------------- | ---------------------------- | ------------------------ |
| Емпайър за най-добър комедия | Емпайър за най-добър комедия | награда                  |
| Най-добър британски филм     | Най-добър британски филм     | номинация                |
| Най-добър режисьор           | Едгар Райт                   | номинация                |
| Най-добър актьор             | Саймън Пег                   | номинация                |